# Rudolf Erich Raspe

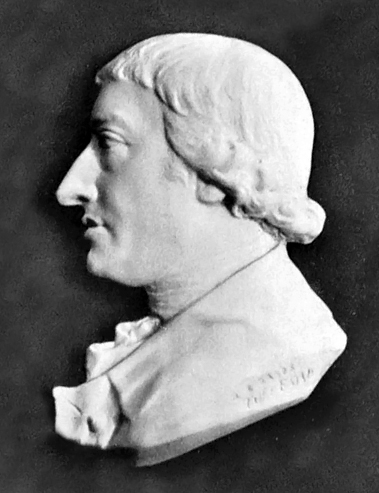
Rudolf Erich Raspe

Rudolf Erich Raspe (Hannover, gedoopt 26 maart 1736 – Muckross/Killarney (Ierland), november 1794) was een Duits schrijver, geoloog, kunsthistoricus en avonturier. Hij is in betrekkelijke vergetelheid geraakt als de oorspronkelijke auteur van Baron Munchausen's Narrative of his Marvellous Travels and Campaigns in Russia (1785). Dit komt ten dele doordat zijn boek anoniem werd gepubliceerd. Het oorspronkelijke Engels werd al in 1786 in het Duits vertaald door Gottfried August Bürger, en pas toen er een biografie van Bürger verscheen, in 1847, werd onthuld dat Raspe de auteur van de Munchausen was.

## Levensloop

### Duitsland
Raspe was van jongs af aan zeer geïnteresseerd in geologie, maar studeerde filologie, natuurwetenschappen en rechten aan de universiteiten van Göttingen en Leipzig. Hij raakte geïnteresseerd in oude teksten in een tijd waarin het filologisch onderzoek een hoge vlucht nam. Daarnaast publiceerde hij in 1763 een geologisch werk, en nam in 1767 dienst bij de landgraaf van Hessen-Kassel als conservator van zijn munten- en edelstenenkabinet. In 1769 werd hij op grond van zijn wetenschappelijke reputatie toegelaten als lid van de Britse Royal Society.
Sinds zijn studententijd had Raspe echter op te grote voet geleefd, en de verleiding werd de jonge conservator te veel: hij begon edelstenen van zijn werkgever te ontvreemden om zijn schulden aan te zuiveren. Hij moest vluchten, werd gevangengenomen maar slaagde erin te ontsnappen, eerst naar Nederland en vervolgens naar Engeland, waar hij in 1775 aankwam.

### Engeland
Op grond van zijn wandaden werd hij daar uit de Royal Society gezet, waarop hij de uitgever van de Society benaderde met het voorstel een satire te publiceren op de Transacties van dat eerbiedwaardig gezelschap; de titel zou moeten zijn The Unphilosophical Transactions of the British Savants ("De onfilosofische verhandelingen van de Britse geleerden"). De uitgever bleek meer geïnteresseerd in een reeks boeken over mineralogie, door Raspe te vertalen, maar na enkele publicaties droogde de stroom in 1776 op. In hetzelfde jaar wees Kapitein Cook zijn verzoek af hem mee te nemen op een expeditie naar Tahiti. Een jaar later vroeg Raspes vrouw, met wie hij in 1771 was getrouwd maar die hij in Duitsland had achtergelaten, echtscheiding aan.

### Onderzoektochten
Raspe had zich inmiddels met de geschiedenis van het olieverfschilderen beziggehouden, verhuisde in 1782 naar Cornwall en sleepte daar in 1784 de opdracht in de wacht bodemonderzoek te doen. Al spoedig was hij echter bezig een catalogus van edelstenen samen te stellen.
In 1789 kreeg hij de opdracht mineralogisch onderzoek te verrichten in de Schotse Hooglanden. Pas na zijn dood werden er verhalen openbaar dat hij nu opnieuw fraude had gepleegd: hij zou pyriet in de grond hebben verborgen, daarmee de valse indruk wekkend dat er goud te vinden was, en toen hij de fondsen had ontvangen om met de ontginning te beginnen, zou hij met de noorderzon zijn vertrokken. Toespelingen op dit verhaal, waarvan de waarheid nooit is bewezen, vinden we terug in Walter Scotts roman The Antiquary (1816).
In 1792 deed Raspe bodemonderzoek in Wales, in 1793 vertrok hij naar Ierland om koper te zoeken. Daar werd hij het volgende jaar ziek en overleed.

## Publicaties

### Munchausen

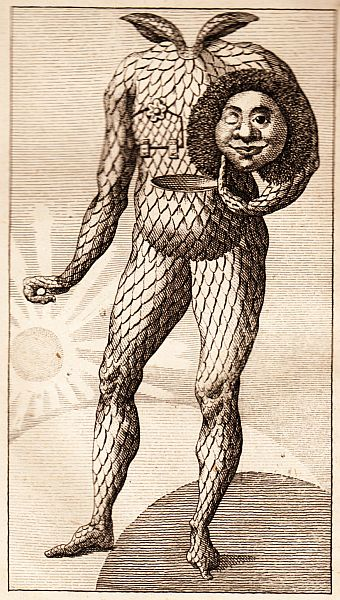
Maanbewoner, een illustratie uit een vroege Nederlandse editie: R.E. Raspe, De verrezen Gulliver. Amsterdam, 1827

Voor zover Raspe niet is vergeten, berust zijn faam op Baron Munchausen's Narrative of his Marvellous Travels and Campaigns in Russia ("Baron Munchausens Verhaal van zijn Wonderbare Reizen en Tochten in Rusland", 1785). Een Baron von Münchhausen heeft inderdaad bestaan, en hij had een zekere bekendheid om de fantastische verhalen die hij over zijn tochten placht te vertellen. In 1781 verschenen enkele van deze verhalen in het Berlijnse tijdschrift Vade Mecum für lustige Leute, waaruit de baron nogal belachelijk naar voren kwam. Wellicht waren deze vertellingen van de hand van Raspe, maar dat is nooit bewezen.
Zeker is wel dat het boek dat in 1785 anoniem in het Engels verscheen, en waarin de naam van de baron onjuist werd gespeld, van Raspes hand was. Waarom hij het anoniem in het licht gaf, is nooit opgehelderd. Het werk telde 42 bladzijden, en de oorspronkelijke verhalen van de baron waren aanzienlijk uitgebreid.
De verhalen zijn vaak grotesk in hun ongeloofwaardigheid: de baron trekt zichzelf aan de haren uit het moeras; hij laat zich vervoeren op een afgeschoten kanonskogel; hij verplaatst met behulp van een reusachtige ballon huizen waarin de nietsvermoedende bewoners liggen te slapen; hij laat een klok dertien slaan.
Niemand zal deze verhalen ooit geloofd hebben. Maar juist in de nadagen van de Verlichting, waarin de belangstelling voor het mysterieuze, het vreemde en het emotionele sterk in opkomst raakten, werden ze populair. Ze behoren tot de meer extreme vormen van reisfantasie, en zijn ook een klassiek voorbeeld van leugenliteratuur. De verhalen zijn in vele talen vertaald en keer op keer herdrukt, niet in de laatste plaats voor kinderen.

### Geologie
Raspe heeft nog ander werk op zijn naam staan, dat minder bekend is gebleven, maar waarvan de kwaliteit hoog is aangeslagen.
- In 1763, toen hij nog in Duitsland woonde, kwam Raspes Specimen historiae naturalis globi terraquei uit. Deze "Inleiding tot het ontstaan van de Aardbol" was zijn enige geologische werk van groot belang, en het werd nog in 1830 geprezen door de beroemde Charles Lyell.
- In 1776 verscheen in Engeland een andere geologisch werk van zijn hand, An Account of Some German Volcanoes ("Beschrijving eniger Duitse vulkanen").

### Ander werk
- Vertalingen van geologisch werk maakte Raspe onder meer voor de uitgever van de Royal Society (1776—77).
- In 1781 verscheen A critical Essay on the Origin of Oil Painting.
- Enkele andere werken van zijn hand zijn een essay over de "Songs of Ossian", en het gedicht Hermin und Gunhilde (1766), dat als de eerste romantische ballade de geschiedenis is ingegaan.

Raspes oudheidkundige belangstelling had hem in aanraking gebracht met Thomas Percy's beroemde verzameling oude verzen, Reliques of Ancient English Poetry. De mode van die tijd bracht trouwens een onverzadigbare vraag mee voor eeuwenoud werk, en de bedrieger James Macpherson profiteerde daarvan door de Verzen van Ossian te publiceren, die hij zou hebben ontdekt, maar die hij in werkelijkheid deels zelf had geschreven, deels bewerkt.

## W.F. Hermans
De schrijver Willem Frederik Hermans was gefascineerd door Raspe. In een interview merkte hij eens op dat het niet zo vreemd was dat hijzelf als geoloog de literatuur bedreef: dat had de belangrijke achttiende-eeuwse geoloog Raspe immers ook gedaan? En in Het sadistisch universum wijdde hij een beschouwing aan de Duitser, waarin hij Munchausen onder de "zwarte humor" rangschikte, een verdedigingsmechanisme tegen Raspes leven van tegenslag en misverstand.